# جائزة الشيخ راشد بن حمد الشرقي للإبداع
جائزة الشيخ راشد بن حمد الشرقي للإبداع هي جائزة سنوية أطلقتها هيئة الفجيرة للثقافة والإعلام في بداية عام 2018، حيث تهدف الجائزة إلى رعاية المواهب الأدبية والنقدية العربية، مسلطة الأضواء على أسماء أصحابها ودعمهم مادياً ومعنوياً عبر التخصيص الذي تقتضيه الجائزة  وفق تصنيفات فروعها، وما يترتب على إدارتها من التزام بتسويق الأعمال الفائزة وخدمتها إعلامياً، تسعى لنشر النتاج الأدبي العربي والدراسات النقدية والبحوث التاريخية للمبدعين العرب في العالم، وتقديم الأدب العربي بكل أشكال حضوره الإبداعي في الساحات العالمية.

## شروط الجائزة

### الشروط العامة
1. أن تكون المشاركة مقدمة عن طريق كاتبها مباشرة، وبتعهده الخطي، وأن  يدون في التعهد  قبوله شروط الجائزة.[5]
2. لا يحق للمشارك المشاركة بأكثر من عمل واحد في الفئة الواحدة، ولا يجوز له في حال اشتراكه بفئة معينة، أن يشترك بفئة أخرى.
3. المشاركة حصرية على الأعمال الأدبية والبحوث التاريخية والدراسات النقدية غير المنشورة، وغير الفائزة بأي من جوائز المسابقات الأخرى وألا تكون مقدمة لنيل شهادة عليا جامعية.[6]
4. يعد الفوز في إحدى الجوائز أو ترشحه لإحدى القائمتين، الطويلة والقصيرة، تنازلاً أدبياً منه لصالح لجنة الجائزة، فيما يتعلق بنشر منجزه  وتوزيعه، ولا يحق له إعادة النشر للمادة المنشورة من قبل لجنة الجائزة إلا بعد مخاطبة إدارة الجائزة  واستحصال موافقتها.[7]
5. يكون المشارك مسؤولاً مسؤولية قانونية مباشرة، فيما يخص  حقوق الملكية الفكرية إزاء مشاركته.
6. أن لا يزيد عمر المشارك عن 40 عاماً في جميع حقول الجائزة، باستثناء الرواية، والدراسات النقدية، والبحوث التاريخية، حيث تكون المشاركة مفتوحة للجميع دون تحديد المستوى العمري.
7. أن لا تدعو الأعمال المشاركة إلى العنف والتطرف عبر مضامينها أو تضاعيف سطورها.
8. أن تتناول الأعمال الأدبية والنقدية موضوعات إنسانية تعني بالانفتاح على الآخر.
9. تكون المشاركات في عموم الفئات باللغة العربية الفصحى.

### الشروط الخاصة

#### الدراسات والبحوث التاريخية
- للمشارك بفئة الدراسات والبحوث التاريخية أن يختار ماشاء من المواضيع البحثية في التاريخ، مسلطاً الضوء فيها على أثر الحضارات القديمة وتمددها على الخارطة العربية أو دراسة أثر لشخصية تأريخية أو البحث في حقبة من حقب التأريخ وإضاءتها بنتائج بحثية جديدة ومتقدمة.
- يحق للمشارك في هذه الفئة أن يختار بين التاريخ القديم والتاريخ العربي والإسلامي حتى آخر فترات حكمه في الأندلس، على أن لا يقل عدد الكلمات عن 20000 كلمة.

#### الروايةبجميع فئاتها (الرواية العربية / كبار، الرواية العربية / شباب، الرواية الإماراتية / جميع الأعمار)
- تكون المشاركة بواقع رواية واحدة لكل مشارك.
- أن لايقل عدد كلمات الرواية عن 20,000 كلمة.

#### القصة القصيرة
- أن تكون المشاركة بمجموعة قصصية لاتقل عن ثلاث قصص، ولاتزيد عن أربعة.
- أن لايزيد عدد كلمات القصة عن 3000 كلمة.

#### النص المسرحي
- يتقدم المشارك بنص مسرحي واحد فقط دون التقيد بعدد الكلمات.

#### الشعر
ويشتمل على الشعر العمودي وشعر التفعيلة:
- أن تكون المشاركة  للشعر العمودي وشعر التفعيلة بواقع  ثلاث قصائد  لكل شاعر.
- لا تقل القصيدة الواحدة عن خمسة عشر بيتاً  للشعر العمودي أو لشعر التفعيلة.

## إدارة الجائزة

### مجلس الأمناء
| الاسم              | البلد                    | نبذه عنه |
| ------------------ | ------------------------ | --- |
| محمد سعيد الضنحاني | الإمارات العربية المتحدة | محمد سعيد الضنحاني شاعر وكاتب مسرحي ودرامي إماراتي وباحث في المجال المسرحي والثقافي، يشغل منصب مدير الديوان الأميري لصاحب السمو حاكم إمارة الفجيرة، ونائب رئيس هيئة الفجيرة للثقافة والإعلام، ورئيس مهرجان الفجيرة الدولي للفنون، ترجمت نصوصه المسرحية إلى اللغات الفرنسية والإنجليزية والألمانية وتغنى له العديد من كبار الفنانين الخليجيين والعرب.                                               |
| واسيني الأعرج      | الجزائر                  | أكاديمي وروائي جزائري. يشغل اليوم منصب أستاذ كرسي في جامعة الجزائر المركزية وجامعة السوربون في باريس. يعتبر أحد أهمّ الأصوات الروائية في الوطن العربي، إذ ألف العديد من الروايات المشهورة مثل طوق الياسمين، ورواية رماد الشرق، ومملكة الفراشة. |
| بلال البدور        | الإمارات العربية المتحدة | أديب وباحث ودبلوماسي إماراتي، وهو الأمين العام لجائزة "محمد بن راشد للغة العربية"، ورئيس "جمعية حماية اللغة العربية" منذ 2017، ورئيس مجلس إدارة "ندوة الثقافة والعلوم"، ونائب رئيس المجلس الاستشاري للغة العربية، عمل سفيراً لدولة الإمارات العربية المتحدة في المملكة الأردنية الهاشمية، عمل مديرا عاما لقطاع الثقافة والفنون ثم وكيلا مساعدا في وزارة الثقافة والشباب وتنمية المجتمع بلال البدور. |
| أسعد فضة           | سوريا                    | ممثل ومخرج سوري، من مواليد (اللاذقية) في 5 سبتمبر 1938. تخرج في المعهد العالي للفنون المسرحية بالقاهرة عام 1962. أخرج العديد من العروض المسرحية، من أشهرها: (الأخوة كرامازوف) 1964، (الغريب) 1970، (سهرة مع ابي خليل القباني) 1975، (حرم سعادة الوزير) 1981.. وغيرها. |
| صالح هويدي         | العراق                   | صالح هويدي ناصر، دكتوراه لغة عربية من جامعة بغداد عام 1986، حاصل على ماجستير في البلاغة والنقد الأدبي والأدب المقارن جامعة القاهرة، كلية دار العلوم عام: 1980 بدرجة امتياز. أستاذ النظرية النقدية المشارك. درّس في جامعات محلية وعربية: كجامعة الكوفة والمستنصرية والسابع من أبريل والجامعة الأمريكية بالشارقة والجزيرة ومعهد الشارقة للتراث.                                                       |
| سامح مهران         | مصر                      | مؤلف مصري حصل د.سامح مهران على ليسانس الآداب من جامعة القاهرة عام 1967 ودبلوم الترجمة من جامعة القاهرة 1978 ودبلوم المعهد العالي للنقد الفني عام 1982 ودرجة الماجستير في الدراما عام 1984 ودرجة الدكتوراه في الدراما عام 1989 عن مفهوم الحرب في المسرح بتقدير امتياز. |
| جوخة الحارثي       | عُمان                     | جوخة الحارثي حاصلة على شهادة دكتوراه في الشعر العربي من جامعة إدنبره في أسكتلندا، وهي تدرس الأدب حالياً في جامعة السلطان قابوس في مسقط، ولجوخة الحارثي ثلاث روايات وثلاث مجموعات قصصية وكتابان للأطفال وكتابات أكاديميان، وقد ترجمت بعض أعمالها إلى الإنكليزية والألمانية والإيطالية والكورية والصربية.                                                                                             |

### لجان التحكيم

#### لجنة تحكيم الدورة الأولى 2018 - 2019
| الاسم                | الفئة                     |
| -------------------- | ------------------------- |
| عبدالرزاق الربيعي    | فئة الرواية               |
| سلطان العميمي        | فئة الرواية               |
| زينب إبراهيم الخضيري | فئة الرواية               |
| عبدالله أبو بكر      | الدراسات النقدية          |
| محمد الشحات          | الدراسات النقدية          |
| محسن الرملي          | الدراسات النقدية          |
| محمد عبدالله سعيد    | الشعر                     |
| كاظم الحجاج          | الشعر                     |
| علي جعفر العلاق      | الشعر                     |
| عبدالحميد الصائح     | القصة القصيرة             |
| سعيد السيابي         | القصة القصيرة             |
| سعاد سيد محبوب       | القصة القصيرة             |
| فاطمة المزروعي       | أدب الأطفال والنص المسرحي |
| أسعد فضة             | أدب الأطفال والنص المسرحي |
| باسمة يونس           | أدب الأطفال والنص المسرحي |

#### لجنة تحكيم الدورة الأولى 2019 - 2020
| الاسم                         | الفئة                     |
| ----------------------------- | ------------------------- |
| طالب الرفاعي (الرئيس)         | فئة الرواية - شباب        |
| ناصر عراق                     | فئة الرواية - شباب        |
| د. بروين حبيب                 | فئة الرواية - شباب        |
| د. حنين عمر                   | فئة الرواية - شباب        |
| د. علي العنزي                 | فئة الرواية - شباب        |
| د. صلاح فضل (الرئيس)          | فئة الرواية - كبار        |
| د. شكري المبخوت               | فئة الرواية - كبار        |
| د. أماني فؤاد جاد الله        | فئة الرواية - كبار        |
| د. محسن الرملي                | فئة الرواية - كبار        |
| د. فضيلة الفاروق              | فئة الرواية - كبار        |
| ناصر الظاهري (الرئيس)         | فئة الرواية الإماراتية    |
| د. شاكر نوري                  | فئة الرواية الإماراتية    |
| علي أبو الريش                 | فئة الرواية الإماراتية    |
| د. قاسم مقداد (الرئيس)        | الدراسات النقدية          |
| د. سامي الجعمان               | الدراسات النقدية          |
| د. سعاد سيد محجوب             | الدراسات النقدية          |
| د. محمد الشحات                | الدراسات النقدية          |
| أ. د. عبدالله أبو بكر         | الدراسات النقدية          |
| د. علي جعفر العلاق (الرئيس)   | الشعر                     |
| د. محمد عبدالله سعيد          | الشعر                     |
| كريم معتوق                    | الشعر                     |
| د. عبدالدايم السلامي (الرئيس) | القصة القصيرة             |
| د. زينب الخضيري               | القصة القصيرة             |
| حميد قاسم                     | القصة القصيرة             |
| علاء الجابر (الرئيس)          | أدب الأطفال والنص المسرحي |
| مرعي الحليان                  | أدب الأطفال والنص المسرحي |
| د. سعيد السيابي               | أدب الأطفال والنص المسرحي |
| د. عبدالكريم برشيد (الرئيس)   | المسرح                    |
| عبدالرزاق الربيعي             | المسرح                    |
| ناجي الحاي                    | المسرح                    |
| حميد الرقعي                   | المسرح                    |

## الفائزون

### الفائزون في الدورة الأولى (2018-2019)

#### الدراسات النقدية
| الاسم                     | المركز | البلد     | العنوان                                                                                         |
| ------------------------- | ------ | --------- | ----------------------------------------------------------------------------------------------- |
| سعيد الفلاق               | الاول  | المغرب    | عن الدراسة " التخييل التاريخي في الرواية العربية المعاصرة (تفكيك النسق وتمثيل الأسئلة المضمرة)" |
| ابو بو عبيد               | الثاني | موريتانيا | عن دراسة " حوار الحضارات بين الإسلام والغرب في ضوء المشترك الإنساني"                            |
| عبد الهادي علي عبد الهادي | الثالث | اليمن     | عن دراسة " الهوية والآخر: الحداثة والجماليات الشعرية في "أفئدة الطير "                          |

#### الرواية
| الاسم             | المركز | البلد | العنوان               |
| ----------------- | ------ | ----- | --------------------- |
| عزة مصطفى دياب    | الاول  | مصر   | حارسة الموتى          |
| محمد الغربي عمران | الثاني | اليمن | حصن الزيدي            |
| سامر أنور الشمالي | الثالث | سوريا | خلف الجدران تحت الشمس |

| الاسم                 | المركز | البلد  | العنوان    |
| --------------------- | ------ | ------ | ---------- |
| قاسم لبريني           | الاول  | المغرب | التزياف    |
| محمود رمضان السامرائي | الثاني | العراق | رماد الشوق |
| آية محمد عبد الرحمن   | الثالث | مصر    | الصمت      |

#### القصة القصيرة
| الاسم                  | المركز | البلد   | العنوان            |
| ---------------------- | ------ | ------- | ------------------ |
| أكثم الحسين            | الاول  | سوريا   | قصص تبحث عن كاميرا |
| مروان سميتي            | الثاني | المغرب  | ألق الإتحاد        |
| محمد عبدالصمد الإدريسي | الثالث | الجزائر | أصنام الذاكرة      |

#### الشعر
| الاسم           | المركز | البلد  | العنوان                |
| --------------- | ------ | ------ | ---------------------- |
| هاني عبد الجواد | الأول  | الأردن | ديوان "الرحيل الأخير"  |
| أيمن ثابت عمران | الثاني | مصر    |                        |
| مصطفى رجوان     | الثالث | المغرب | ديوان "في مديح العزلة" |

#### النص المسرحي
| الاسم             | المركز | البلد  | العنوان          |
| ----------------- | ------ | ------ | ---------------- |
| عيسى خليل الصيادي | الاول  | سوريا  | نص "أحلام خضراء" |
| علي آل طعمة       | الثاني | العراق | نص "47 نشمياً"    |
| عذاب (سوزان) علي  | الثالث | سوريا  | نص "النسخة"      |

#### أدب الأطفال
| الاسم            | المركز | البلد  | العنوان              |
| ---------------- | ------ | ------ | -------------------- |
| مصطفى سعيدي      | الأول  | المغرب | نص "سامح"            |
| محمود صلاح رفاعي | الثاني | مصر    | مدينة الحضارات       |
| مأمون محمود حسن  | الثالث | فلسطين | أغنيتي كالغصن الأخضر |

### الفائزون في الدورة الثانية (2019-2020)

#### الدراسات النقدية
| الاسم                | المركز | البلد  | العنوان                                                                 |
| -------------------- | ------ | ------ | ----------------------------------------------------------------------- |
| محمد إسماعيل اللباني | الاول  | مصر    | عن الدراسة: هُــويَّةُ التَّحْدِيْثِ (بَيْنَ مَرْكَزِيّةِ الذَّاتِ وحِوَارِيّةِ الآخَرِ)             |
| عبدالرحمان ابعيوي    | الثاني | المغرب | عن الدراسة: النزعة الحجاجية في النقد العربي القديم وأبعادها البيداغوجية |
| أحمد راسم جميل       | الثالث | فلسطين | عن الدراسة: كتاب نظام الخطاب السياسي                                    |

#### الرواية
| الاسم               | المركز | البلد | العنوان             |
| ------------------- | ------ | ----- | ------------------- |
| عبدالله علي الغزال  | الاول  | ليبيا | أضحية الماء والطين  |
| أميرة التيجاني غنيم | الثاني | تونس  | الملف الأصفر        |
| سراج منير قنديل     | الثالث | مصر   | حكاية جديدة للأندلس |

| الاسم           | المركز | البلد   | العنوان             |
| --------------- | ------ | ------- | ------------------- |
| ميثم هاشم طاهر  | الاول  | العراق  | صانع الأكواز        |
| عبدالرشيد هميسي | الثاني | الجزائر | بقي بن يقظان        |
| آمنة بن منصور   | الثالث | الجزائر | ساعة ونصف من الضجيج |

#### القصة القصيرة
| الاسم                 | المركز | البلد                    | العنوان                  |
| --------------------- | ------ | ------------------------ | ------------------------ |
| ميلود يبرير           | الاول  | الجزائر                  | الرجل على وشك فعل شيء ما |
| فاطمة إبراهيم العامري | الثاني | الإمارات العربية المتحدة | أين يذهب الموتى؟         |
| محمود صلاح سعد        | الثالث | مصر                      | الأعمى وقصص أخرى         |

#### الشعر
| الاسم                   | المركز | البلد    | العنوان                           |
| ----------------------- | ------ | -------- | --------------------------------- |
| محمد أحمد حسن           | الأول  | مصر      | ربىً لم تطؤها الخيول               |
| عبدالله موسى بيلا       | الثاني | السعودية | رحلةٌ إلى أقصى البدايات في الذاكرة |
| محمد حسن صالح السامرائي | الثالث | العراق   | جمرة في فم حواء                   |

#### النص المسرحي
| الاسم                | المركز | البلد   | العنوان       |
| -------------------- | ------ | ------- | ------------- |
| عبد المنعم بن السايح | الاول  | الجزائر | شعائر الإبادة |
| عنتر حمو             | الثاني | سوريا   | بوابة الأرواح |
| ليندا منير حمود      | الثالث | سوريا   | امرأة الأمس   |

#### أدب الأطفال
| الاسم                     | المركز | البلد  | العنوان            |
| ------------------------- | ------ | ------ | ------------------ |
| هيفين احمد                | الأول  | سوريا  | مملكة واحة الألوان |
| اسماء فتحي تمام نجدي      | الثاني | مصر    | أبي هو بطلي        |
| ايمان محمد حسني عبدالهادي | الثالث | الأردن | أجنحة الوردة       |

##### الرواية الإماراتية
| الاسم                         | المركز | البلد                    | العنوان           |
| ----------------------------- | ------ | ------------------------ | ----------------- |
| شيماء محمد محمود المرزوقي     | الأول  | الإمارات العربية المتحدة | إياز              |
| سلمى بخيت سالم الحفيتي        | الثاني | الإمارات العربية المتحدة | تراب السماء       |
| عبيد إبراهيم محمد احمد بوملحه | الثالث | الإمارات العربية المتحدة | أحد ما يطرق الباب |